# Olympique de Marseille
L'Olympique de Marseille, noto in italiano come Olympique Marsiglia o semplicemente Marsiglia, è una società calcistica francese di Marsiglia. Milita in Ligue 1, la massima divisione del campionato francese di calcio.
Gioca le partite casalinghe allo stadio Vélodrome di Marsiglia, impianto da oltre 67 000 posti a sedere.
In ambito internazionale è la seconda squadra di Francia, dietro al Paris Saint-Germain, per numero di titoli ufficiali vinti (2); nella propria bacheca  figurano una UEFA Champions League (primo club francese a vincere la prestigiosa competizione) e una Coppa Intertoto. In ambito nazionale è la seconda compagine transalpina per numero di titoli ufficiali vinti (25); nella bacheca del club figurano 9 campionati, 10 coppe, 3 Coppe di Lega e 3 supercoppe nazionali. Complessivamente il club si è aggiudicato 27 trofei ufficiali, 25 nazionali e 2 internazionali, che la rendono la seconda squadra più vincente in Francia dietro il Paris Saint-Germain (51).
Con il Paris Saint-Germain sussiste la più accesa rivalità del calcio francese, denominata le Classique ("il classico"). L'OM è la squadra francese che vanta il maggior numero di partecipazioni alla massima serie (75).

## Storia

### Origini del club (1899-1914)

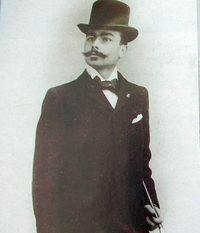
René Dufaure de Montmirail, fondatore dell'Olympique de Marseille

L'Olympique de Marseille, fondato il 31 agosto 1899 da René Dufaure de Montmirail, è il risultato della fusione tra il Football Club de Marseille, fondato dallo stesso Dufaure nel 1897 e da cui viene ereditato il motto Droit au but, e il club di scherma L'Épée. Lo statuto del club viene ratificato dall'assemblea generale straordinaria convocata nell'agosto del 1899 e riconosciuto ufficialmente con decreto prefettizio del 12 dicembre 1900. Ciononostante secondo André Gascard, giocatore, allenatore, e archivista dell'OM, la polisportiva Olympique de Marseille sarebbe stata fondata nel 1892, come riporta l'intestazione dei documenti di fondazione.
Agli esordi la principale sezione del club è la squadra di rugby, che può vantare giocatori del calibro di Harry Baur, Camille Montade e Fernand Bouisson. Riconosciuto dall'Union des sociétés françaises de sports athlétiques (USFSA) nel 1894, il calcio è effettivamente praticato solo dal 1902. Tra tutti i sodalizi sportivi della città di Marsiglia l'OM diviene rapidamente il club più importante grazie alla sua organizzazione e alla sua disponibilità economica, relegando lo Sporting Club de Marseille o l'Union sportive phocéenne a un ruolo di secondo piano. Il club si trasferisce ben presto allo stadio dell'Huveaune.
Nel 1903 l'OM vince per la prima volta il campionato costiero (competizione riservata ai club di Marsiglia e della sua conurbazione) e partecipa per la prima volta al campionato di calcio francese USFSA, dove è eliminato al turno preliminare sul tappeto verde. Il club è eliminato in semifinale nel 1904, nel 1907 e nel 1908, ma domina incontrastato a livello regionale, vincendo sei campionati costieri di fila, dal 1903 al 1908. Sarà il club rivale, lo Stade helvétique de Marseille, a porre fine a questo dominio e a vincere per tre volte il campionato francese USFSA.
Con lo scoppio della prima guerra mondiale tutte le attività del club sono sospese. Malgrado questi avvenimenti nasce una nuova competizione, la Coppa di Francia, di cui l'OM diventa subito una delle protagoniste. Il primo match vede i marsigliesi battere l'Herculis de Monaco con il punteggio di 7-0. Dopo la grande guerra l'OM esce sconfitto dalla finale dell'ultimo campionato francese USFSA, nel 1919 contro il Le Havre (4-1).

### Prime vittorie nazionali (1920-1932)
È a partire dagli anni venti che l'Olympique de Marseille acquista prestigio sul piano nazionale. Nel 1921 la presidenza passa a Marino Dallaporta, che rinforza la squadra con nuovi acquisti, imitando la politica del Sète, grande rivale del Marsiglia. Da Parigi arrivano, per la stagione 1923-1924, Édouard Crut, nazionale militare, e Jean Boyer, tra i protagonisti della storica vittoria ottenuta dalla Francia contro l'Inghilterra nel maggio 1921 e autore di uno dei due gol francesi.
L'OM vince tre Coppe di Francia, nel 1924, 1926 e 1927, diventando il primo club della propria provincia ad aggiudicarsi il trofeo e il primo club a ricevere la coppa dalle mani del presidente della Repubblica. Il Marsiglia diviene la più forte squadra della sua regione conquistando due titoli di campione del sud-est e prosegue la propria ascesa aggiudicandosi il campionato amatoriale francese nel 1929 battendo il Club français.
Agli inizi degli anni trenta l'OM si impone ancora nel campionato del sud-est. Tutti questi successi consentono al club di aderire al gruppo di club professionistici e di fare parte del campionato professionistico francese, creato nel 1932. Questa adesione, con cui l'OM diviene un club professionistico, comporta un cambiamento di tutta l'organizzazione, con la nomina di un presidente, un segretario e un tesoriere.

### Ingresso nell'epoca professionistica (1932-1940)

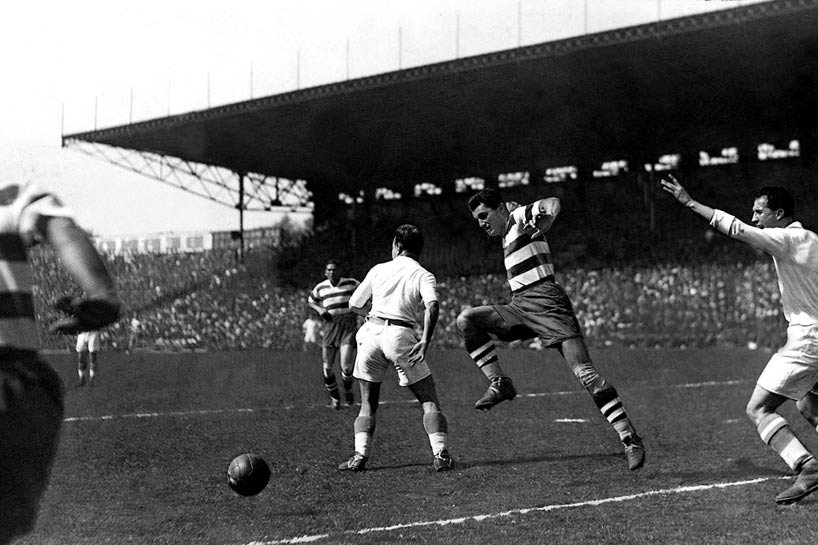
Finale della Coppa di Francia 1934 tra Sète e OM

Questo campionato nazionale è diviso in due gironi. L'OM si piazza secondo nel proprio raggruppamento dietro ai futuri campioni di Francia dell'Olympique lillois, pur avendoli battuti per 7-0 nel match di apertura.
La stagione 1933-1934 è deludente per il Marsiglia, beffato dal Sète contro tutti i pronostici. Il quotidiano L'Auto, dopo la vittoria per 7-3 contro il Nîmes, scrive che "l'Olympique de Marseille è praticamente campione di Francia". Il Sète, in effetti, ha un solo punto di vantaggio sui marsigliesi, che hanno però tre altre partite da disputare, mentre il Sète ha già terminato i suoi impegni. Inoltre la differenza reti è a favore del Marsiglia, cui quindi basterebbe anche un pareggio a reti bianche in tre partite per vincere il titolo. Invece accade un fatto imponderabile: il Marsiglia perde tutte e tre le partite e il titolo va ai rivali. I setesi apprendono la notizia in Africa, durante una tournée, dopo la vittoria contro i marsigliesi nella finale della Coppa di Francia.

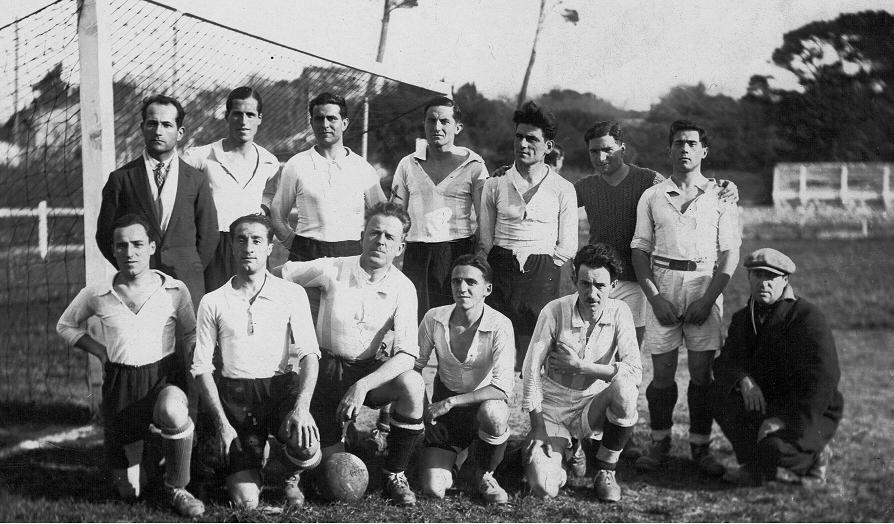
L'Olympique de Marseille nel 1935

L'OM si aggiudica il suo primo campionato francese nel 1936-1937, grazie a una migliore differenza reti rispetto al Sochaux (+30 contro +14), giunto a pari punti con i marsigliesi. Il 13 giugno 1937 l'OM si trasferisce allo Stadio Vélodrome, impianto da 35 000 posti in cui esordisce contro il Torino vincendo per 2-1. Nel frattempo l'OM conferma la propria reputazione di "club di coppa" vincendo nuovamente la Coppa di Francia nel 1935, diventando il club più titolato nella competizione insieme alla Red Star, e nel 1938. Prima della stagione seguente si registrano la partenza del portiere Di Lorto, accasatosi al Sochaux, e gli arrivi del giovane attaccante Mario Zatelli, del brasiliano Jaguare de Besveconne Vasconcellos e del marocchino Larbi Benbarek, soprannominato "la perla nera". Nel 1937-1938 e nel 1938-1939 arrivano due secondi posti in campionato.

### Successi in periodo bellico e immediato dopoguerra (1940-1949)
Con lo scoppio della seconda guerra mondiale lo stadio Vélodrome è riservato alle forze armate, ma l'attività calcistica non si ferma. Il Marsiglia, tornato allo stadio dell'Huveaune, termina terzo il campionato sud-orientale del 1939-1940 e, nella stessa stagione, perde la finale di Coppa di Francia contro l'RC France. In campionato scende in campo per una volta anche Ahmed Ben Bella, futuro presidente dell'Algeria. Nel 1940-1941 il Marsiglia vince il campionato della zona libera, titolo non ufficiale. Nel 1942-1943 l'attacco dell'OM si dimostra molto prolifico: i gol segnati in campionato sono cento, di cui venti solo nella partita contro l'Avignone (20-2 il risultato finale del match), in cui Emmanuel Aznar segna nove reti. Nello stesso anno il club si aggiudica la sesta Coppa di Francia contro il Bordeaux (4-0), grazie a una nuova generazione di calciatori quali Roger Scotti e Georges Dard. La stagione 1943-1944 vede scendere in campo squadre federali formate dal regime di Vichy, che rimpiazzano i club nel campionato francese. Molti giocatori dell'Olympique passano nell'Équipe fédérale Marseille-Provence. Con la liberazione della Francia questa squadra è sciolta. Nel 1945 l'OM disputa la Coppa della Liberazione (poi rinominata Coppa della Vittoria) e perde in finale allo stadio dell'Huveaune contro il Metz.
Dopo un nono posto e un sesto posto l'OM si laurea nuovamente campione di Francia nel 1947-1948, undici anni dopo il suo ultimo titolo, grazie a un pareggio ottenuto negli ultimi istanti della partita contro il Sochaux e due successi contro il CO Roubaix-Tourcoing (6-0) e il Metz (6-3). I focesi raggiungono il terzo posto l'anno successivo. Nel 1949 il presidente Louis-Bernard Dancausse fonda un secondo club professionistico, il Groupe Sporting Club Marseillais, soprannominato Marseille II. In breve il nuovo club diventa la squadra riserve dell'OM e sparisce già nel 1951.

### Crisi e retrocessioni in Division 2 (1950-1963)
La stagione 1951-1952 è segnata da una brutta sconfitta interna contro il Saint-Étienne (10-3). Pur avendo sette punti di vantaggio sulla penultima in classifica, l'OM è costretta allo spareggio-salvezza. Scampa la retrocessione in Division 2 grazie al suo bomber svedese Gunnar Andersson, capocannoniere del campionato con 31 reti, riuscendo ad aggiudicarsi lo spareggio contro il Valenciennes: sconfitti per 3-1 nel match di andata, i marsigliesi capovolgono il risultato nel ritorno, vincendo per 4-0.
Nel 1952-1953 Gunnar Andersson si conferma capocannoniere con 35 reti, il 56% dei gol del Marsiglia.
Nel decennio l'OM giunge in finale in due competizioni: in Coppa di Francia, nel 1954, perde per 2-1 contro il Nizza con il ritorno di Benbarek; in Coppa Charles Drago, nel 1957, vince per 3-1 contro il Lens.
Malgrado il successo in coppa in campionato il Marsiglia stenta e, dopo la salvezza conquistata all'ultima giornata nel 1957-1958, retrocede per la prima volta in Division 2 nel 1958-1959. Neanche in coppa le cose riescono al Marsiglia, che è eliminato al primo turno dal Perpignan (2-1), allora fanalino di coda della seconda serie.
La risalita non è semplice. All'esordio in seconda divisione il Marsiglia si piazza decimo. Dopo un tentativo di promozione non concretizzatosi nel 1960-1961, nel 1961-1962 riescono a risalire in massima divisione, ma nel 1962-1963 si classificano ultimi e retrocedono nella stagione dell'esordio sul palcoscenico europeo, in Coppa delle Fiere (eliminazione al primo turno contro i belgi dell'Union Saint-Gilloise, 4-3 il risultato aggregato).

### La presidenza di Marcel Leclerc (1964-1979)

L'OM entra in campo a Torino, contro la, per il retour match del primo turno di Coppa dei Campioni 1972-1973

Marcel Leclerc, imprenditore di Marsiglia, decide di prendere la guida dell'OM nel 1965, con il club reduce da una stagione disastrosa in seconda divisione: quattordicesimo posto e umiliazione al sesto turno della Coppa di Francia, in casa contro i dilettanti del Gazélec Ajaccio (1-5). Il Marsiglia aveva fatto registrare inoltre, il 23 aprile 1965, la più bassa affluenza di sempre al Vélodrome, con soli 434 spettatori per il match contro l'US Forbach. Mario Zatelli, arrivato un anno prima, veste i panni di allenatore.
L'ambizione di Leclerc consente al club di tornare in massima serie nel 1965-1966 e di vincere la sua settima Coppa di Francia nel 1968-1969. Dopo una lotta serrata contro il Saint-Étienne l'OM si aggiudica il titolo di campione di Francia nel 1970-1971, guidata dal duo d'attacco composto da Josip Skoblar (autore di 44 gol, ancora oggi record di marcature in una singola stagione nel campionato francese) e Roger Magnusson. L'OM piazza poi due grandi colpi ingaggiando Georges Carnus e Bernard Bosquier proprio dal Saint-Étienne.
Nel 1971-1972 l'OM partecipa per la prima volta alla Coppa dei Campioni, ma dopo avere eliminato i polacchi del Górnik Zabrze è eliminato al secondo turno dall'Ajax di Johan Cruyff campione d'Europa in carica e confermatosi tale di lì a poco. Nel 1972-1973 l'OM cade al primo turno contro la Juventus poi finalista del torneo, nella stagione in cui realizza per la prima volta il double campionato francese-Coppa di Francia.

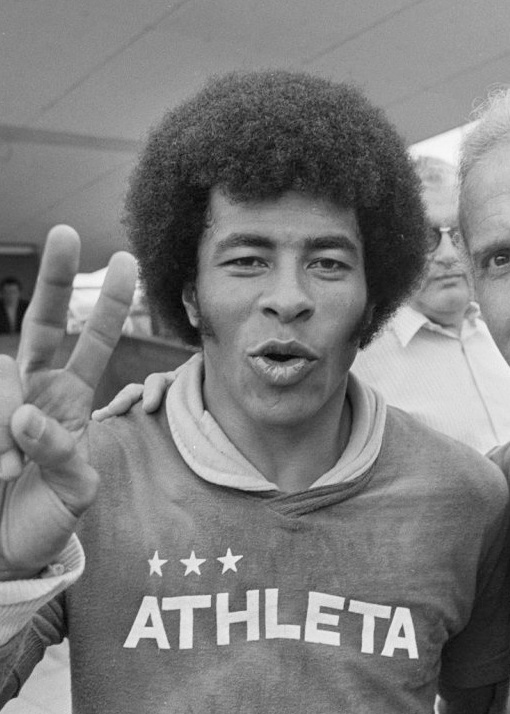
Jairzinho, stella della nazionale brasiliana, arrivò all'OM nel 1974

Nell'epoca segnata dalla figura del presidente Leclerc, la cui gestione risolleva un club in declino arricchendo la sua bacheca, il pubblico di Marsiglia può ammirare calciatori come Roger Magnusson, Josip Skoblar, Jean Djorkaeff e Jules Zvunka. Accusato di appropriazione indebita, il presidente è costretto alle dimissioni nel 1972. Sarà condannato nel 1976 a un risarcimento di 3,3 milioni di franchi.
La stagione 1973-1974 è difficile per l'OM. Indebolito dalla partenza di Magnusson per la Red Star il club si piazza dodicesimo ed è eliminato dal Colonia in Coppa dei Campioni dopo una sconfitta per 6-0 a Colonia. La stagione seguente è, però, di tutt'altro tenore: il club si piazza secondo in campionato, trascinato dei nuovi acquisti brasiliani Paulo César Lima e Jairzinho, primi campioni del mondo a vestire la maglia di un club francese. Quest'ultimo lascia la squadra dopo una sola stagione, accusato di avere aggredito un guardalinee ai quarti di finale di Coppa di Francia contro il Paris Saint-Germain. Nel 1975-1976 il Marsiglia vince di nuovo la Coppa di Francia.
Nelle stagioni successive l'OM termina dodicesimo e quarto e nel 1978-1979 ancora dodicesimo, grazie al ritorno di Jules Zvunka, che rivitalizza una squadra moribonda.

### Anni bui (1980-1986)
Gli anni ottanta cominciano con la retrocessione in Division 2 (1979-1980), cui fanno seguito ben quattro anni di permanenza in seconda serie. La stagione 1980-1981 è nerissima per il club, posto in liquidazione giudiziaria nell'aprile 1981, con l'abbandono di tutti i giocatori e lo staff. La dirigenza decide a quel punto di adottare una politica di promozione di giovani calciatori, vincitori con la squadra iuniores della Coppa Gambardella nel 1979. Tra questi figurano Christian Caminiti, José Anigo, Éric Di Meco e Jean-Charles De Bono. Questi ragazzi evitano la retrocessione del club in terza serie non perdendo alcuno degli ultimi sei incontri stagionali e battendo il neo-promosso Montpellier per 3-1.
Dopo due stagioni in cui il Marsiglia termina terzo e quarto, nel 1983 il presidente Jean Carrieu puntella la squadra con gli innesti di Žarko Olarević, Saar Boubacar e François Bracci e finalmente il club riguadagna la promozione nel 1983-1984, al termine di un'annata molto prolifica. La stagione del ritorno nella massima serie del calcio francese è complicata, ma il Marsiglia ottiene la salvezza. Nella stagione seguente perde la finale di Coppa di Francia contro il Bordeaux (2-1 dopo i tempi supplementari).

### L'era di Bernard Tapie (1986-1994)

Dragan Stojković in azione nella finale della Coppa dei Campioni 1990-1991

La svolta risale al 1986, quando, su iniziativa del sindaco di Marsiglia Gaston Defferre, la società viene acquistata da Bernard Tapie, noto miliardario francese e personaggio politico dello schieramento socialista. I propositi del nuovo proprietario sono chiari: portare a Marsiglia la Coppa dei Campioni. È l'inizio dell'epoca più gloriosa nella storia del club.
Investendo molti franchi, Tapie riesce a fare arrivare a Marsiglia giocatori importanti sia a livello nazionale sia a livello internazionale, come Jean-Pierre Papin (1986), Abedi Pelé (1987, ripreso nel 1990), Enzo Francescoli, Chris Waddle, Didier Deschamps (1989), Dragan Stojković (1990), Karlheinz Förster, Alain Giresse, Klaus Allofs, Basile Boli, Marcel Desailly, Rudi Völler ed Éric Cantona. Siederanno sulla panchina del Marsiglia allenatori quali Franz Beckenbauer, Gérard Gili e Raymond Goethals.
Vicecampione di Francia dietro al Bordeaux nel 1986-1987, il Marsiglia domina la scena calcistica nazionale a cavallo degli anni '80 e '90, vincendo quattro titoli nazionali di fila dal 1988-1989 al 1991-1992 e una Coppa di Francia nel 1988-1989.
In ambito europeo, nel 1987-1988 il club marsigliese arriva in semifinale di Coppa delle Coppe, dove è eliminato dall'Ajax di Dennis Bergkamp (0-3 per gli olandesi a Marsiglia e 2-1 per i marsigliesi ad Amsterdam), mentre in Coppa dei Campioni arriva in semifinale nel 1989-1990, eliminato dal Benfica poi finalista del torneo (2-1 per il Marsiglia al Vélodrome e 1-0 per i portoghesi a Lisbona), e in finale nel 1990-1991: qui viene sconfitto dalla Stella Rossa ai tiri di rigore (5-3, 0-0 dopo i tempi supplementari) il 29 maggio 1991 allo stadio San Nicola di Bari, dopo aver eliminato ai quarti di finale il forte Milan di Arrigo Sacchi, campione d'Europa per due anni di fila.
L'annata 1988-1989 è eccezionale perché il club ottiene il double conquistando il titolo francese dopo 17 anni di digiuno e la sua decima Coppa di Francia, battendo in finale il Monaco per 4-3 a Parigi al Parco dei Principi, il 10 giugno 1989, con in panchina Gérard Gili. Decide la tripletta di Jean-Pierre Papin, che alla fine della partita si abbraccia con François Mitterrand.

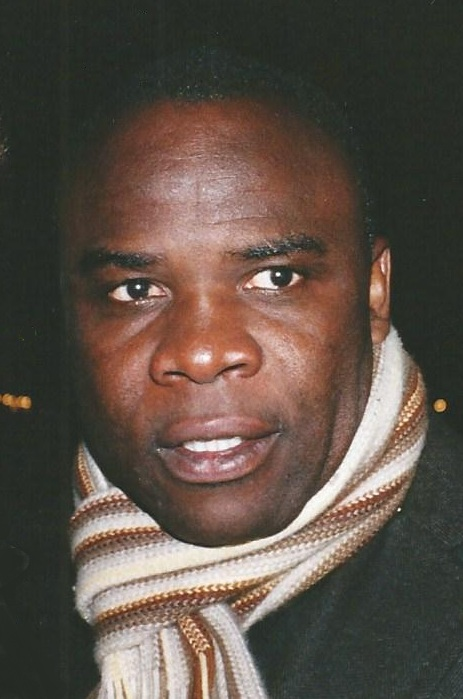
Basile Boli, autore del gol decisivo nella finale della UEFA Champions League 1992-1993

Nell'estate dello stesso anno Bernard Tapie riesce a ingaggiare Diego Armando Maradona dal Napoli, ma la stessa società partenopea si tira indietro all'ultimo momento nonostante il contratto sia già stato firmato.
Nell'annata successiva (1989-1990), sempre con Gili in panchina, l'OM rivince il campionato con due punti di vantaggio sul Bordeaux e arriva in semifinale di Coppa dei Campioni.
Nel 1990-1991 la squadra mette in bacheca il settimo titolo nazionale e disputa la prima finale di Coppa dei Campioni della sua storia, persa contro la Stella Rossa. In quella stagione, nel gennaio 1991, la panchina passa dall'allenatore Franz Beckenbauer a Raymond Goethals. Il Marsiglia perde anche la finale della Coppa di Francia, per 1-0 contro il Monaco.
Nel 1991-1992 arriva l'ottavo titolo francese e nel 1992-1993 il club si aggiudica, prima francese a riuscire nell'impresa, la sua prima Coppa dei Campioni (da quella stagione denominata UEFA Champions League), battendo in finale per 1-0 (gol di Boli) il Milan di Fabio Capello allo stadio Olimpico di Monaco di Baviera, il 26 maggio 1993.
Al trionfo, segue, però, un periodo di declino. Al termine della stagione 1992-1993 il club rimane, infatti, coinvolto nello scandalo denominato Affaire VA-OM: la magistratura accerta che i giocatori del Valenciennes Jacques Glassmann, Jorge Burruchaga e Christophe Robert sono stati corrotti dal giocatore marsigliese Jean-Jacques Eydelie al fine di combinare il risultato dell'ultima partita di campionato e garantire ai calciatori dell'Olympique di non subire infortuni in vista dell'imminente finale europea contro il Milan. L'Olympique Marsiglia si vede revocare il titolo nazionale ottenuto sul campo e ripercussioni si hanno anche a livello internazionale: la squadra viene esclusa da Coppa Intercontinentale e Supercoppa UEFA, e al suo posto è chiamato il finalista Milan. La squadra non è neppure autorizzata a partecipare alla Champions League 1993-1994, dove al suo posto è chiamato il Monaco.

### Retrocessione d'ufficio e risalita (1994-1997)
Nella stagione 1993-1994 l'OM riuscì a tenere testa per buona parte del campionato alla capolista Paris Saint-Germain, ma la Federcalcio francese aveva disposto la retrocessione in Division 2 del club, per l'incriminazione del presidente Bernard Tapie, a causa del suo diretto coinvolgimento nel caso Valenciennes-Olympique Marsiglia e dei conseguenti problemi economici che avrebbero causato un forte passivo alle casse societarie. Al termine del campionato la società fu retrocessa d'ufficio in seconda serie. Malgrado il declassamento, fu mantenuto il diritto del club di partecipare alla Coppa UEFA. Nel 1994-1995, dopo avere vinto il campionato di seconda serie, la squadra fu esclusa dalla Division 1 per irregolarità finanziarie. Nell'annata 1995-1996, sostenuta dal manager dell'Adidas Robert Louis-Dreyfus, la compagine di Marsiglia completò infine la propria risalita nella prima divisione.

### Ritorno in Europa e annate tribolate (1998-2004)

Una formazione marsigliese nella stagione 1998-1999, in cui raggiunse la finale di Coppa UEFA

Nel triennio che va dal 1996-1997 al 1998-1999 la squadra ottenne buoni risultati: quarto posto in campionato nel 1998 con ritorno in Europa (decisivi gli arrivi di Laurent Blanc, Andreas Köpke e Fabrizio Ravanelli), secondo posto e finale di Coppa UEFA 1998-1999 (persa contro il Parma per 3-0).
Seguono però due stagioni particolarmente tribolate (1999-2000 e 2000-2001) nelle quali rischia la retrocessione in Ligue 2. Bernard Tapie viene richiamato come direttore sportivo nell'annata 2001-2002, conclusa al 9º posto in classifica, seguito da un 3º posto nell'annata successiva.

### Podi e finali (2004-2009)
Pur continuando a essere il club francese con più sostenitori e l'unico ad avere trionfato in UEFA Champions League, negli anni che seguirono l'OM fu incapace di interrompere il digiuno di vittorie nei tornei di prestigio. Ci andò vicino nel 2004, quando raggiunse la finale della Coppa UEFA dopo avere eliminato l'Inter, il Liverpool e il Newcastle Utd, grazie soprattutto ai gol di Didier Drogba. In finale, però, la squadra di Marsiglia fu sconfitta dai neocampioni di Spagna del Valencia e ancora una volta fu costretta a rimandare i festeggiamenti per la conquista di un trofeo. Al termine di quella stagione l'OM vendette Drogba, che finì al Chelsea per 24 500 000 sterline.

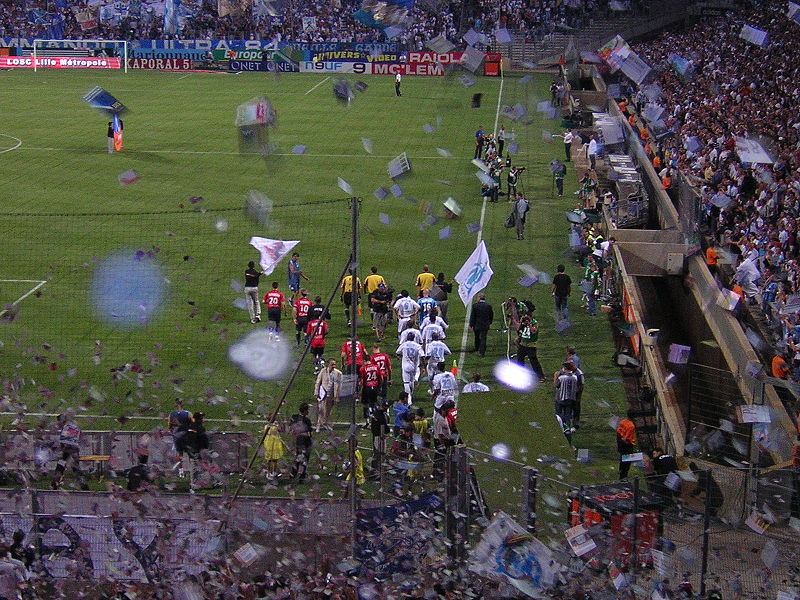
Ingresso in campo dei giocatori del Marsiglia

L'Olympique Marsiglia riuscì a vincere la Coppa Intertoto 2005, eliminando sulla sua strada la Lazio e il Deportivo La Coruña e guadagnando così l'accesso alla Coppa UEFA 2005-2006. Nelle ultime stagioni disputate dal ritorno nella massima serie l'Olympique fu regolarmente sconfitto da rivali come Lione, Monaco e Paris Saint-Germain, precludendosi le possibilità di conquistare il titolo nazionale. Ciò avvenne anche nella stagione 2005-2006, in cui l'OM rinunciò a velleità di successo in campionato dopo un inizio estremamente negativo, ma raggiunse la finale della Coppa di Francia, giocata allo Stade de France contro il Paris Saint-Germain, che batté i marsigliesi per 2-1.
Anche nella stagione 2006-2007 l'OM perse la finale della Coppa di Francia, questa volta contro il Sochaux ai tiri di rigore per 5-4. In campionato la squadra si classificò seconda alle spalle del Lione, riguadagnando così la qualificazione alla UEFA Champions League dopo alcuni anni di assenza. Nell'estate del 2007 il Marsiglia vendette Franck Ribéry, uno dei golden boy del calcio francese, al Bayern Monaco per 25 milioni di euro.

### Nuovi titoli (2009-2012)
La squadra, pur mantenendo in rosa giocatori come Samir Nasri, altro giovane potenziale campione, e Djibril Cissé, iniziò male il campionato 2007-08. Alla fine di settembre, l'allenatore Albert Emon fu esonerato e al suo posto subentrò il belga Eric Gerets: pur classificandosi terza nel suo girone di Champions League, vinto dal Porto e dal Liverpool, l'ex allenatore del Galatasaray fu protagonista della risalita del Marsiglia fino al terzo posto della Ligue 1, che valse i preliminari della Champions League 2008-2009. In luglio Samir Nasri passò all'Arsenal per una cifra intorno ai 20 milioni di euro, reinvestiti in parte per l'acquisto di Hatem Ben Arfa dal Lione.
Nella stagione 2008-2009 l'OM si classifica per la terza stagione di seguito sul podio, al secondo posto dietro al Bordeaux. Eric Gerets lascia quindi l'Olympique, per divergenze con la società, dopo due anni.

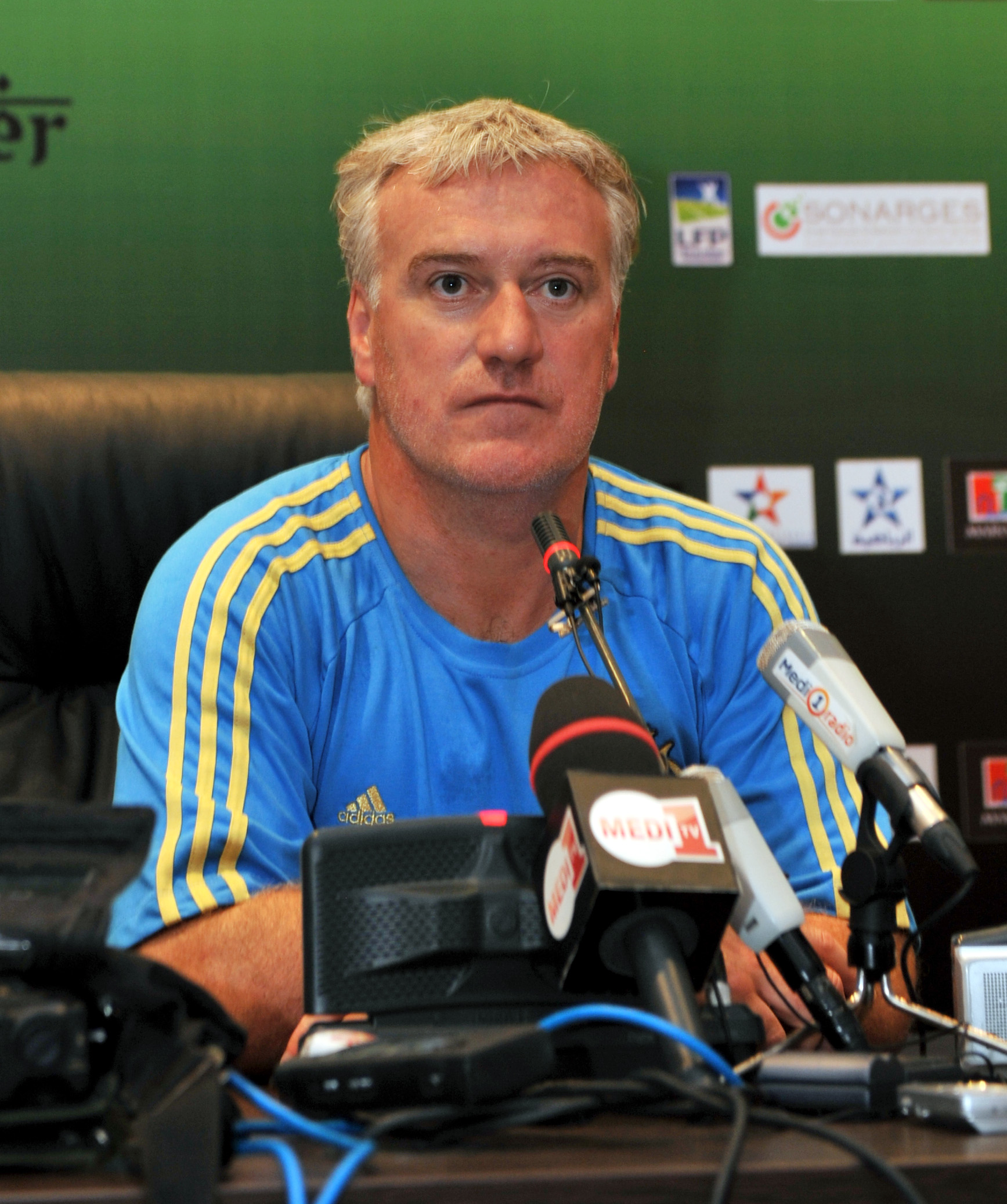
Didier Deschamps, giocatore dei marsigliesi dal 1989 al 1994, e poi tecnico dal 2009 al 2012

Nel mese di maggio 2009 è stato ingaggiato come allenatore Didier Deschamps, già calciatore dal 1989 al 1994, e con lui l'OM torna a vincere: nel marzo 2010, dopo 17 anni di digiuno, i tifosi potevano festeggiare la conquista della Coppa di Lega francese battendo in finale il Bordeaux 3-1, primo successo marsigliese in questa manifestazione, mentre il 5 maggio 2010 l'OM, vincendo 3-1, contro il Rennes si laurea, dopo 18 anni, campione di Francia con due giornate d'anticipo e con otto punti sulle rivali Lilla e Auxerre. Al termine del campionato l'OM al primo posto può vantare sei punti di distacco sul Lione e sette sull'Auxerre. Nell'estate seguente è la volta della conquista della Supercoppa francese, con la vittoria ai calci di rigore nel "Classique" contro il Paris St. Germain.
Nella Ligue 1 2010-2011 l'OM si classifica seconda in classifica, dietro ai campioni del Lille, vince la Coppa di Lega battendo in finale il Montpellier per 1-0, mentre nella Champions League, dopo essere riuscita a passare il turno a gironi, l'OM si ferma agli ottavi di finale davanti al Manchester United che in questa edizione arriveranno in finale fermandosi solo davanti al Barcellona di Guardiola.
Durante la stagione 2011-2012, che si apre con la conquista della terza Supercoppa francese (vittoria sul Lille, vincitore nella stagione precedente di campionato e Coppa di Francia, con un rocambolesco 5-4), il Marsiglia riesce a migliorarsi in Champions League, passando il turno degli ottavi di finale di Champions League ed eliminando l'Inter. Ai quarti di finale deve affrontare il Bayern Monaco dell'indimenticato "ex" Ribéry viene sconfitta dai bavaresi in entrambe le gare per 2-0. In campionato invece la squadra parte male, precipitando anche all'ultimo posto in classifica e, nonostante una striscia positiva di risultati che gli permette di tornare a lottare per le zone europee, alla fine della stagione deve accontentarsi del decimo posto. Peraltro, grazie al terzo successo consecutivo in Coppa di Lega francese contro il Lione, l'OM si assicura un posto all'UEFA Europa League 2012-2013.

### Risultati altalenanti (dal 2012)
Nel 2012 la squadra effettua ancora cessioni eccellenti. Dopo quella di Lucho González al Porto in gennaio, la società durante l'estate vende i tre elementi di maggior qualità della rosa: il capitano Stephane M'Bia, Alou Diarra e César Azpilicueta, rispettivamente a QPR, West Ham Utd e Chelsea. Nonostante questo la squadra parte bene in campionato, riuscendo a vincere le prime cinque giornate, anche se in seguito deve cedere il primo posto ai rivali del Paris Saint-Germain. Le prestazioni in Europa League sono invece molto deludenti: la compagine marsigliese è eliminata nel turno a gironi, avendo raccolto solo una vittoria e due pareggi in sei partite e perso rovinosamente (0-3) in casa dei ciprioti dell'AEL Limassol nell'ultima giornata del girone. In campionato il Marsiglia arriva secondo dietro il PSG, qualificandosi per la Champions League dopo un anno di assenza.
Nella stagione 2013-2014 il Marsiglia si classifica sesto, dopo una stagione difficile che vede l'esonero di Élie Baup e a fine stagione di José Anigo.

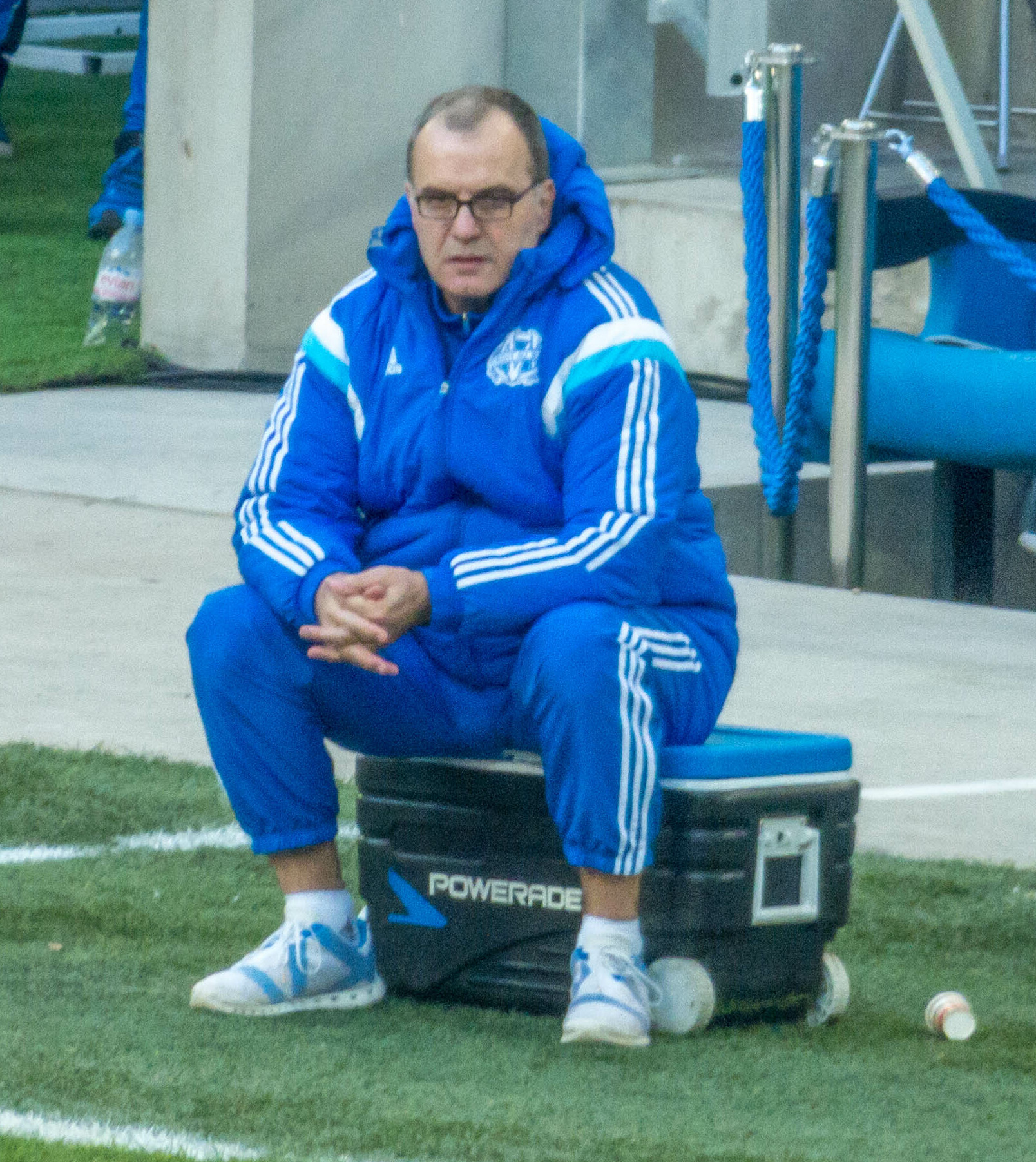
Marcelo Bielsa, tecnico del Marsiglia dal 27 maggio 2014 all'8 agosto 2015

Nella stagione seguente, sotto la guida dell'argentino Marcelo Bielsa, sino a metà gennaio il Marsiglia è in testa, ma un calo di rendimento porta la squadra a chiudere il campionato al quinto posto, con qualificazione per l'Europa League. Nell'estate 2015 lasciano il club tre elementi chiave quali André-Pierre Gignac, André Ayew e Dimitri Payet. La stagione inizia in modo problematico, con le dimissioni improvvise di Bielsa al termine della partita di esordio in Ligue 1 contro il Caen, per divergenze contrattuali. Gli subentra Míchel, sotto la cui guida la squadra non riesce a vincere in casa per sei mesi ed esce ai sedicesimi di finale dell'Europa League. Nell'aprile 2016, alla vigilia della semifinale di Coppa di Francia, l'allenatore spagnolo è esonerato e rimpiazzato dal traghettatore Franck Passi, con cui la squadra raggiunge la finale di Coppa di Francia dopo nove anni, ma perde per 4-2 contro il PSG. In campionato la squadra non va oltre il 13º posto, peggiore piazzamento in Ligue 1 degli ultimi quindici anni.
Nell'estate del 2016 il club decide di incassare per risollevarsi da una situazione economica difficile e liberarsi di stipendi onerosi. Vanno via Steve Mandanda, storico capitano, ai saluti dopo otto anni, Nicolas N'Koulou e Michy Batshuayi, ceduto al Chelsea per la cifra record di 40 milioni di euro. Il club passa nelle mani dell'uomo d'affari statunitense Frank McCourt, che rileva ufficialmente il club nell'ottobre 2016 e promette copiosi investimenti per fare tornare il club al vertice del calcio francese. Nello stesso mese torna ad allenare la squadra Rudi Garcia, ereditando il 12º posto in campionato da Passi (tredici punti in nove partite), mentre Andoni Zubizarreta diventa il direttore sportivo del club. La nuova gestione inizia con soli sei punti nelle prime sei partite, ma quattro vittorie consecutive risollevano i marsigliesi prima del mercato di gennaio, durante il quale arrivano Patrice Evra e Morgan Sanson, torna Payet, riacquistato per trenta milioni di euro, e vanno via Romain Alessandrini e Lassana Diarra, questi ultimi due titolari fissi fino a poco tempo prima. La stagione si conclude con un il quinto posto finale in Ligue 1, che vale la qualificazione per l'Europa League.
Nell'estate del 2017 torna a Marsiglia il portiere Steve Mandanda e arrivano Adil Rami, Kōstas Mītroglou, Luiz Gustavo e Lucas Ocampos, mentre lasciano il club Abou Diaby e Bafétimbi Gomis. La stagione 2017-2018, conclusa al quarto posto in campionato, vede la squadra marsigliese tornare a disputare una finale di una competizione europea, nella fattispecie l'Europa League, dopo quattordici anni. Dopo avere superato Ostenda e Domžale nei turni preliminari la squadra si piazza seconda nel girone vinto dal Salisburgo, con due vittorie, due pareggi e due sconfitte, mettendosi davanti in classifica il Konyaspor e il Vitória Guimarães. Ai sedicesimi di finale elimina Braga, agli ottavi l'Athletic Bilbao e ai quarti il RB Lipsia, mentre in semifinale prevale sul Salisburgo, già incontrato nel girone, grazie a un gol segnato nei tempi supplementari della sfida di ritorno in trasferta. Nell'atto conclusivo del torneo l'OM è sconfitto nettamente dall'Atlético Madrid (3-0).
Nel calciomercato estivo del 2018 il Marsiglia acquista per 25 milioni di euro dalla Roma il centrocampista olandese Kevin Strootman, che diviene il secondo acquisto più caro della storia del club. La cessione più esosa è, invece, quella di André Zambo Anguissa, ceduto al Fulham per 33 milioni di euro. La squadra, pur essendo finalista uscente del torneo, è autrice di un percorso disastroso in Europa League: nel girone con Eintracht Francoforte, Lazio e Apollōn Limassol ottiene solo un pari sul campo dei ciprioti e subisce cinque sconfitte, chiudendo all'ultimo posto. La crisi continua anche in Coupe de France, dove l'OM viene battuto per 2-0 ed eliminato ai trentaduesimi di finale dai dilettanti dell'Andrezieux, club di quarta divisione. La stagione si chiude con il quinto posto in campionato e la separazione consensuale dal tecnico Garcia.
Nell'estate del 2019 la guida tecnica passa al portoghese André Villas-Boas, il quale ottiene il secondo posto in campionato, che frutta il ritorno in UEFA Champions League. Nel febbraio del 2021, a seguito delle dimissioni rassegnate dal tecnico portoghese, la proprietà statunitense nomina Jorge Sampaoli come nuovo allenatore e affida la carica di presidente allo spagnolo Pablo Longoria. La stagione 2020-2021 si chiude con il quinto posto, che vale l'accesso diretto alla fase a gironi di Europa League a discapito del Lens, e l'eliminazione ai gironi di Champions. La stagione successiva si conclude con il secondo posto in Ligue 1 e la semifinale di Conference League dopo l'eliminazione ai gironi di Europa League.
Partito Jorge Sampaoli, il Marsiglia lo rimpiazza con Igor Tudor, che, nonostante alcuni screzi con società e giocatori, conduce la squadra al terzo posto (a causa di un calo nel finale di stagione termina a 11 punti dal secondo posto occupato dal Lens), ma non riesce a superare il girone di Champions, piazzandosi ultimo. Proprio i dissapori emersi durante l'annata determinano la chiusura del rapporto con il tecnico croato, sollevato dall'incarico alla fine della stagione. Nel 2023-2024 il nuovo tecnico Marcelino subisce l'eliminazione dalla UEFA Champions League ai turni preliminari contro il Panathīnaïkos e, inviso alla tifoseria, malgrado l'imbattibilità in campionato si dimette dopo appena cinque giornate di Ligue 1, lasciando il posto a Gennaro Gattuso. Purtroppo con la guida del tecnico italiano la squadra ha un rendimento inferiore alle aspettative: in Europa League arriva seconda nel suo girone, ritrovandosi quindi a dover affrontare gli spareggi per proseguire il suo cammino, mentre in campionato, in 16 gare, raccoglie solo 21 punti. Il 20 febbraio 2024 Gattuso viene esonerato, con la squadra al 9º posto in classifica, e viene sostituito da Jean-Louis Gasset, che porterà i bianco-azzurri fino alla semifinale di Europa League e a chiudere la Ligue 1 all'8º posto, quindi senza ottenere un posto per le prossime coppe europee.

## Simboli ufficiali

### Stemma

Stemma dal 1935 al 1972
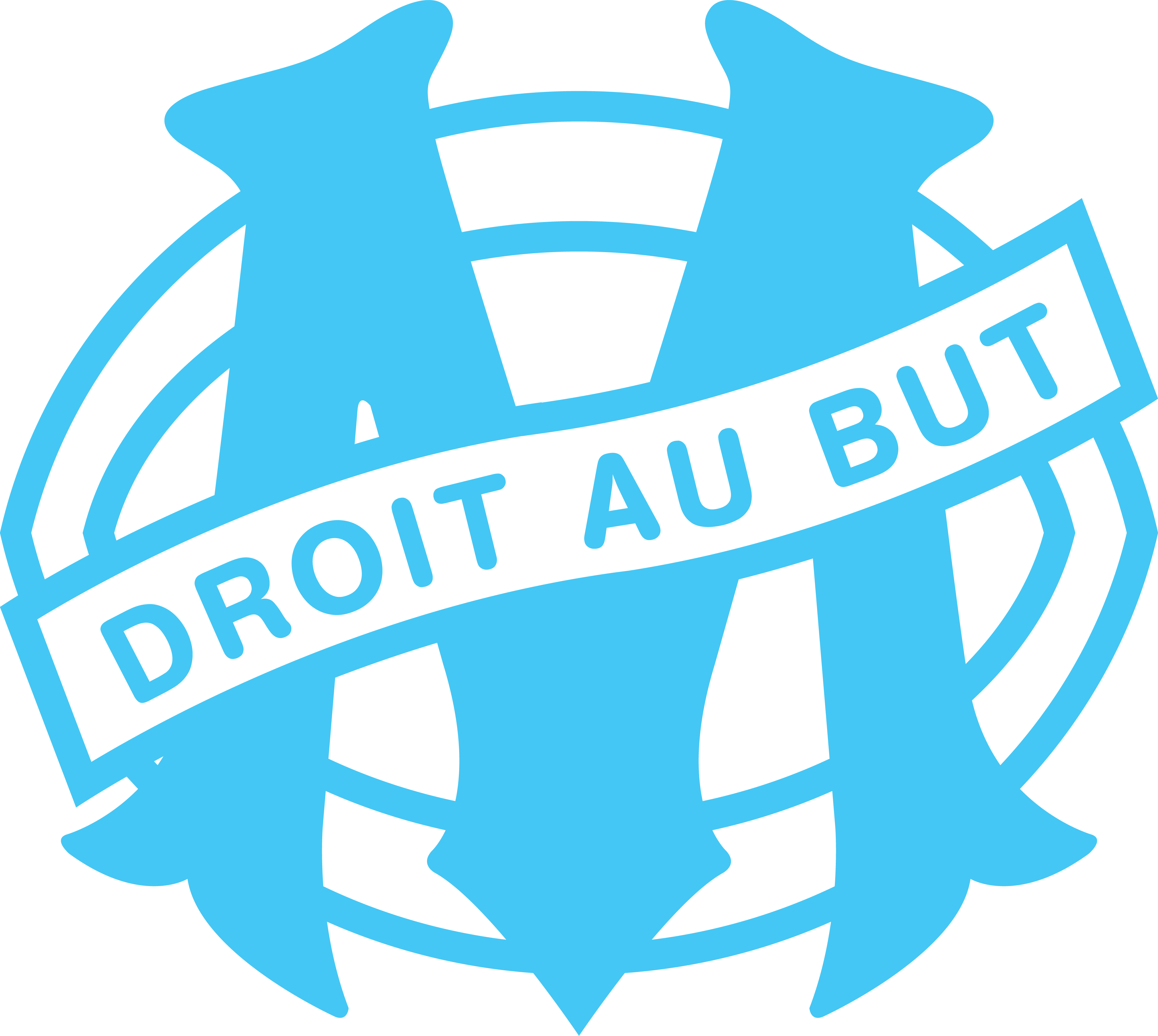
Stemma del 1986
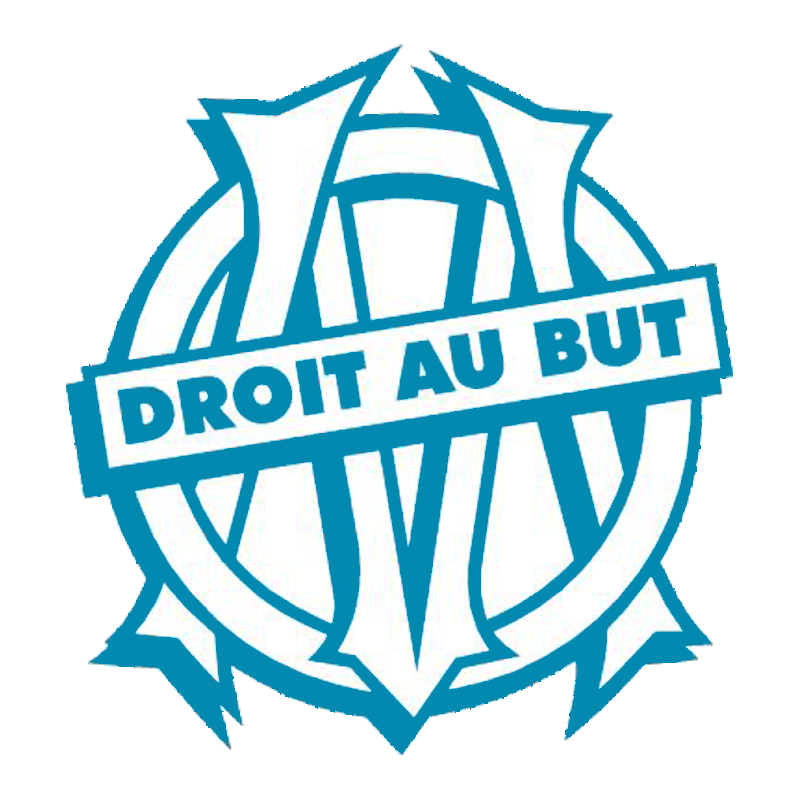
Stemma del 1993
Stemma dal 2004

## Strutture

### Stadio

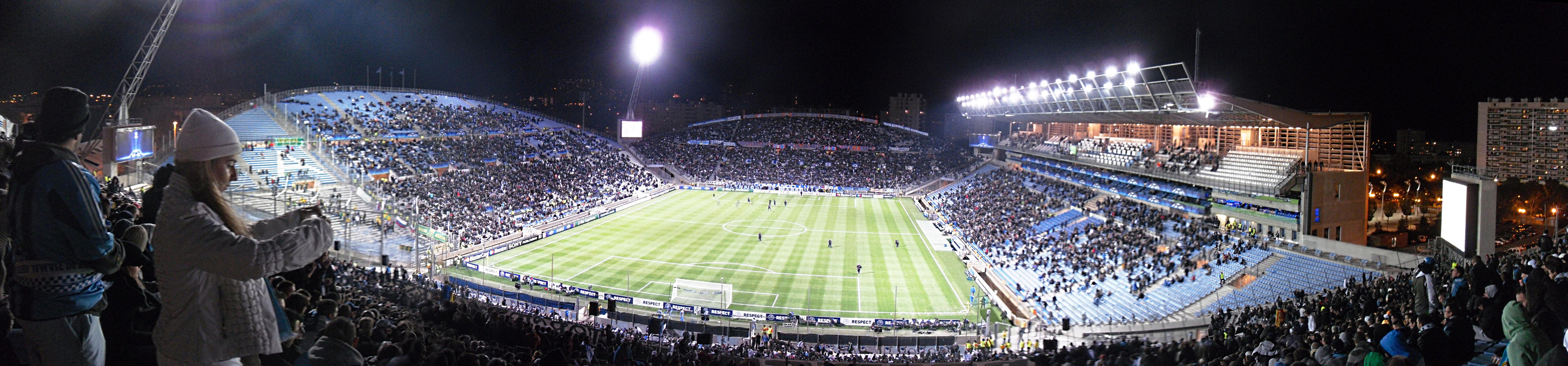
Veduta panoramica del Vélodrome

Dal 1937 il club disputa le proprie gare interne nello Stadio Vélodrome, per ragioni di sponsorizzazione oggi noto ufficialmente come "Orange Vélodrome", che può contenere 67 000 spettatori. Iniziato a costruire nell'aprile 1935 viene inaugurato il 13 giugno 1937 con un'amichevole tra il Marsiglia e il Torino. Poco dopo ha ospitato due incontri del campionato del mondo 1938 per il quale era stato costruito, mentre in seguito si sono disputate qui anche alcune partite del campionato d'Europa 1960 e di quello del 1984. In tempi più recenti si sono tenuti qui anche alcuni incontri del Mondiale del 1998 e dell'Europeo del 2016, oltre che della VI Coppa del Mondo di rugby del 2007. Come suggerisce il nome, in passato aveva una pista per il ciclismo, ma in seguito è stata rimossa. Nella sua storia è stato più volte ammodernato, in particolare per l'ultimo Mondiale, in occasione del quale ha assunto la forma attuale.
Dal 1904 al 1937 il Marsiglia ha giocato invece nello Stade de l'Huveaune, che aveva una capienza di quindicimila posti.

### Centro di allenamento
Il campo di allenamento del club è il centro sportivo di La Commanderie, che è stato inaugurato nel 1991 e si trova a sud-est di Marsiglia.

## Calciatori

### Vincitori di titoli
Campioni del mondo
Di seguito l'elenco dei giocatori che hanno vinto il campionato mondiale di calcio durante il periodo di militanza nell'Olympique Marsiglia:
- Laurent Blanc (Francia 1998)
- Christophe Dugarry (Francia 1998)
- Steve Mandanda (Russia 2018)
- Adil Rami (Russia 2018)
- Florian Thauvin (Russia 2018)

Campioni d'Europa
Di seguito l'elenco dei giocatori che hanno vinto il campionato europeo di calcio durante il periodo di militanza nell'Olympique Marsiglia:
- Robert Pirès (Belgio-Paesi Bassi 2000)

Campioni d'Africa
Di seguito l'elenco dei giocatori che hanno vinto la Coppa delle nazioni africane durante il periodo di militanza nell'Olympique Marsiglia:
- Bamba Dieng (Camerun 2021)
- Pape Gueye (Camerun 2021)

Campioni del Sudamerica
Di seguito l'elenco dei giocatori che hanno vinto la Copa América durante il periodo di militanza nell'Olympique Marsiglia:
- Mauricio Isla (USA 2016)

## Allenatori e presidenti

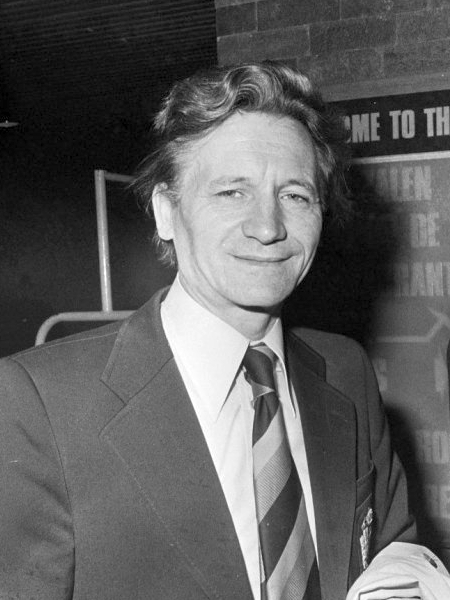
Raymond Goethals, tecnico della formazione campione d'Europa 1992-1993

Di seguito l'elenco di allenatori e presidenti dell'Olympique Marsiglia.
- 1923–1924 -  Peter Farmer
- 1924–1925 -  carica vacante
- 1925–1929 -  Victor Gibson
- 1929–1932 -  Gilles Tanguy
- 1932–1933 -  Charles Oliver Bell
- 1933–1935 -  Vincent Diettrich
- 1935–1938 -  József Eisenhoffer
- 1938–1939 -  Willy Kohut,  André Gascard
- 1939–1941 -  József Eisenhoffer
- 1941-1942 -  André Gascard
- 1942 -  Paul Seitz
- 1942–1943 -  Joseph Gonzales,  André Blanc
- 1943–1944 -  Laurent Henric
- 1944 -  Joseph Gonzales
- 1944–1946 -  Paul Wartel
- 1946–1947 -  Jules Dewaquez
- 1947–1949 -   József Zilisy
- 1949–1950 -  Auguste Jordan
- 1950–1954 -  Henri Roessler
- 1954–1956 -  Roger Rolhion
- 1956–1958 -  Jean Robin
- 1958 -   József Zilisy
- 1958-1959 -  Louis Maurer
- 1959–1962 -  Lucien Troupel
- 1962 -  Otto Glória
- 1962 -  Armand Penverne
- 1962–1963 -  Luis Miró
- 1963–1964 -  Jean Robin
- 1964–1966 -  Mario Zatelli
- 1966–1968 -  Robert Domergue
- 1968 -  Jean Djorkaeff
- 1968–1971 -  Mario Zatelli
- 1971–1972 -  Lucien Leduc
- 1972 -  Mario Zatelli
- 1972-1973 -  Kurt Linder
- 1973 -  Mario Zatelli
- 1973 -  Joseph Bonnel
- 1973–1974 -  Fernando Riera
- 1974–1976 -  Jules Zvunka
- 1976–1977 -  José Arribas
- 1977 -  Jules Zvunka
- 1977–1978 -  Ivan Marković
- 1978–1980 -  Jules Zvunka
- 1980 -  Jean Robin
- 1980–1981 -  Albert Batteux
- 1981–1984 -  Roland Gransart
- 1984 -  Žarko Olarević
- 1984-1985 -  Pierre Cahuzac
- 1985–1986 -  Žarko Olarević
- 1986–1988 -  Gérard Banide
- 1988–1990 -  Gérard Gili
- 1990-1991 -  Franz Beckenbauer
- 1991 -  Raymond Goethals
- 1991 -  Tomislav Ivić
- 1991-1992 -  Raymond Goethals
- 1992 -  Jean Fernandez
- 1992–1993 -  Raymond Goethals
- 1993-1994 -  Marc Bourrier
- 1994 -  Gérard Gili
- 1994-1995 -  Henri Stambouli
- 1995 -  Henri Stambouli,  Luka Peruzović
- 1995 -  Henri Stambouli
- 1995-1997 -  Gérard Gili
- 1997–1999 -  Rolland Courbis
- 1999-2000 -  Bernard Casoni
- 2000 -  Abel Braga
- 2000 -  Albert Emon,  Christophe Galtier
- 2000–2001 -  Javier Clemente
- 2001 -  Tomislav Ivić
- 2001 -  José Anigo
- 2001 -  Josip Skoblar,  Marc Lévy
- 2001 -  Tomislav Ivić
- 2001 -  Zoran Vujović
- 2001–2002 -  Albert Emon
- 2002–2004 -  Alain Perrin
- 2004 -  José Anigo
- 2004 -  Albert Emon,  Jean-Philippe Durand
- 2004-2005 -  Philippe Troussier
- 2005-2006 -  Jean Fernandez
- 2006-2007 -  Albert Emon
- 2007-2009 -  Eric Gerets
- 2009-2012 -  Didier Deschamps
- 2012-2013 -  Élie Baup
- 2013-2014 -  José Anigo
- 2014-2015 -  Marcelo Bielsa
- 2015 -  Franck Passi
- 2015-2016 -  Míchel
- 2016 -  Franck Passi
- 2016-2019 -  Rudi Garcia
- 2019-2021 -  André Villas-Boas
- 2021-2022 -  Jorge Sampaoli
- 2022-2023 -  Igor Tudor
- 2023 -  Marcelino
- 2023-2024 -  Gennaro Gattuso
- 2024 -  Jean-Louis Gasset
- 2024-  Roberto De Zerbi

- 1899–1902 -  René Dufaure de Montmirail
- 1902-1905 - Arnaud Bideleux
- 1905–1908 -  Gabriel Dard
- 1908–1909 - Arnaud Bideleux
- 1909–1921 - Paul Le Cesne
- 1921–1924 - Marino Dallaporta
- 1924–1935 -  Gabriel Dard
- 1935–1938 - Henri Raynaud
- 1938 -  Gabriel Dard
- 1938–1945 - Marcel Constant
- 1946–1951 -  Louis-Bernard Dancausse
- 1951–1954 - Marcel Constant
- 1945–1956 - Louis Aillaud
- 1956–1963 - Saby Zaraya
- 1963–1965 - Jean-Marie Luciani
- 1965–1972 -  Marcel Leclerc
- 1972–1974 - René Gallian
- 1974–1977 - Fernand Meric
- 1977–1978 -  Norbert D'Agostino
- 1978–1980 - René Gallian
- 1980–1981 - Christian Carlini
- 1981 - Hamlet Setta
- 1981–1986 - Jean Carrieu
- 1986–1994 -  Bernard Tapie
- 1994–1995 -  Pierre Cangioni
- 1995 -  Bernard Caïazzo
- 1995 -  Jean-Michel Ripa
- 1995 -  Jean-Claude Gaudin
- 1995-1996 -  Jean-Claude Gaudin,  Jean-Michel Roussier
- 1996–2000 -   Robert Louis-Dreyfus
- 2000–2001 -  Yves Marchand
- 2001-2002 -   Robert Louis-Dreyfus
- 2002–2005 -  Christophe Bouchet
- 2005-2009 -  Pape Diouf
- 2009-2011 -  Jean-Claude Dassier
- 2011-2016 -  Vincent Labrune
- 2016 -   Giovanni Ciccolunghi
- 2016 -2021  Jacques-Henri Eyraud
- 2021-  Pablo Longoria

## Statistiche

### Partecipazione ai campionati e ai tornei internazionali

#### Campionati nazionali
Dalla stagione 1932-1933 alla 2025-2026 il club ha ottenuto le seguenti partecipazioni ai campionati nazionali:
| Livello | Categoria            | Partecipazioni | Debutto   | Ultima stagione | Totale |
| ------- | -------------------- | -------------- | --------- | --------------- | ------ |
| 1º      | Division 1 / Ligue 1 | 76             | 1932-1933 | 2025-2026       | 76     |
| 2º      | Division 2 / Ligue 2 | 12             | 1959-1960 | 1995-1996       | 12     |

#### Tornei internazionali
Alla stagione 2024-2025 il club ha ottenuto le seguenti partecipazioni ai tornei internazionali:
| Categoria                                | Partecipazioni | Debutto   | Ultima stagione |
| ---------------------------------------- | -------------- | --------- | --------------- |
| Coppa dei Campioni/UEFA Champions League | 16             | 1971-1972 | 2023-2024       |
| Coppa delle Coppe                        | 3              | 1969-1970 | 1987-1988       |
| Coppa UEFA/UEFA Europa League            | 16             | 1973-1974 | 2023-2024       |
| Coppa Intertoto UEFA                     | 2              | 2005      | 2006            |
| UEFA Europa Conference League            | 1              | 2021-2022 | 2021-2022       |

### Statistiche individuali
Il giocatore con più presenze nelle competizioni europee è Steve Mandanda a quota 86, mentre il miglior marcatore è Jean-Pierre Papin con 23 gol.

### Statistiche di squadra
A livello internazionale la miglior vittoria è per 7-0, ottenuto contro lo Žilina nella fase a gironi della UEFA Champions League 2010-2011, mentre la peggior sconfitta è il 6-0 subito contro il Colonia nel secondo turno della Coppa UEFA 1973-1974.

## Palmarès

### Competizioni nazionali
- Campionato francese: 9 [67]

1936-1937, 1947-1948, 1970-1971, 1971-1972, 1988-1989, 1989-1990, 1990-1991, 1991-1992, 2009-2010
- Coppa di Francia: 10

1923-1924, 1925-1926, 1926-1927, 1934-1935, 1937-1938, 1942-1943, 1968-1969, 1971-1972, 1975-1976, 1988-1989
- Coppa di Lega francese: 3

2009-2010, 2010-2011, 2011-2012
- Supercoppa francese: 3

1971, 2010, 2011
- Coppa Charles Drago: 1

1957
- Campionato francese di seconda divisione: 2

1983-1984 (girone A), 1994-1995
- Campionato francese Dilettanti: 1

1929

### Competizioni internazionali
- UEFA Champions League: 1  (record francese a pari merito con il Paris Saint-Germain)

1992-1993
- Coppa Intertoto UEFA: 1  (record francese a pari merito con Bordeaux, Strasburgo, Guingamp, Auxerre, Bastia, Lione, Montpellier, Paris Saint-Germain, Troyes, Lilla e Lens)

2005
- Coppa Intertoto: 1

1970

### Competizioni giovanili
- Coppa Gambardella: 2

1979, 2024
- Championnat National U17: 3

2007-2008, 2008-2009, 2022-2023
- Campionato nazionale dei Cadetti: 1

1978-1979
- Coppa nazionale dei Pulcini: 4 (record)

1987, 1991, 1995, 1996

### Premi individuali
- Pallone d'oro: 1

Jean-Pierre Papin (1991)
- Scarpa d'oro: 1

Josip Skoblar (1970-1971)
- Calciatore africano dell'anno: 2

Abedi Pelé 1991, 1992
- Bomber dell'anno IFFHS: 1

Jean-Pierre Papin 1991
- World Soccer (Calciatore europeo dell'anno): 1

Jean-Pierre Papin 1991
- Panchina d'Oro: 1

Raymond Goethals 1991
- World Soccer (Allenatore europeo dell'anno): 1

Franz Beckenbauer 1990

## Record

### Squadra
| Migliori vittorie - Ligue 1 In casa: 8-0 - Olympique Alès (28 marzo 1948) In trasferta: 2-10 - Roubaix-Tourcoing (19 dicembre 1948) - Coppa di Francia In casa: 19-0 - Stade Raphaëlois (29 ottobre 1933) In trasferta: 10-0 - Le Vigan (8 ottobre 1933) - Coppe europee In casa: 7-1 e 6-0 - Union Luxembourg (3 ottobre 1973, Coppa UEFA) - CSKA Mosca (17 marzo 1993, Champions League) In trasferta: 7-0 - Žilina (3 novembre 2010, UEFA Champions League) | Peggiori sconfitte - Ligue 1 In casa: 3-10 - Saint-Étienne (16 settembre 1951) In trasferta: 0-8 - Olympique Lione (24 maggio 1997) - Coppa di Francia In casa: 1-5 - Gazélec Ajaccio (20 dicembre 1964) In trasferta: 1-6 e 0-5 - Nancy (4 marzo 1958) - Angers (12 febbraio 1967) - Coppe europee In casa: 0-4 - Liverpool (11 dicembre 2007, Champions League) In trasferta: 0-6 - Colonia (6 novembre 1973, Coppa UEFA) |

| Gol - Gol segnati in un campionato di Ligue 1 Maggior numero: 95 (1948-1949, 34 partite) Minor numero: 31 (2000-2001, 34 partite) - Gol subiti in un campionato di Ligue 1 Minor numero: 21 (1991-1992, 38 partite) Maggior numero: 84 (1958-1959, 38 partite) - Differenza reti in un campionato di Ligue 1 Migliore: +46 (1970-1971 e 1991-1992, 38 partite) Peggiore: -34 (1958-1959, 30 partite) | Punti e imbattibilità - Maggior numero di punti in un campionato di Ligue 1 3 punti a vittoria: 78 (2009-2010, 38 partite) 2 punti a vittoria: 58 (1991-1992, 38 partite) - Minor numero di punti in un campionato di Ligue 1 3 punti a vittoria: 40 (2000-2001, 34 partite) 2 punti a vittoria: 23 (1958-1959, 38 partite) - Vittorie in un campionato di Ligue 1 Maggior numero: 24 (1970-1971, 38 partite) Minor numero: 6 (1958-1959, 38 partite) - Sconfitte in un campionato di Ligue 1 Minor numero: 3 (1991-1992) Maggior numero: 21 (1958-1959 e 1962-1963, 38 partite) - Pareggi in un campionato di Ligue 1 Maggior numero: 15 (1999-2000, 34 partite) Minor numero: 1 (1975-1976, 38 partite) |

### Marcatori
- 187 -  Gunnar Andersson
- 184 -  Jean-Pierre Papin
- 175 -  Josip Skoblar
- 170 -  Jean Boyer
- 148 -  Emmanuel Aznar
- 138 -  Joseph Alcazar
- 111 -  Joseph Yegba Maya
- 106 -  Georges Dard
- 103 -  Mario Zatelli
- 100 -  Mamadou Niang

## Tifoseria
Il principale gruppo della tifoseria marsigliese è il Commando Ultra '84, fondato nel 1984.

### Gemellaggi e rivalità
Gli ultras del Marsiglia intrattengono gemellaggi con le tifoserie di Sampdoria (solo il Commando Ultrà '84), dal 1987, AEK Atene, Livorno, Siviglia e Genoa (solo i South Winners). Hanno inoltre una forte amicizia con la tifoseria della Virtus Verona.

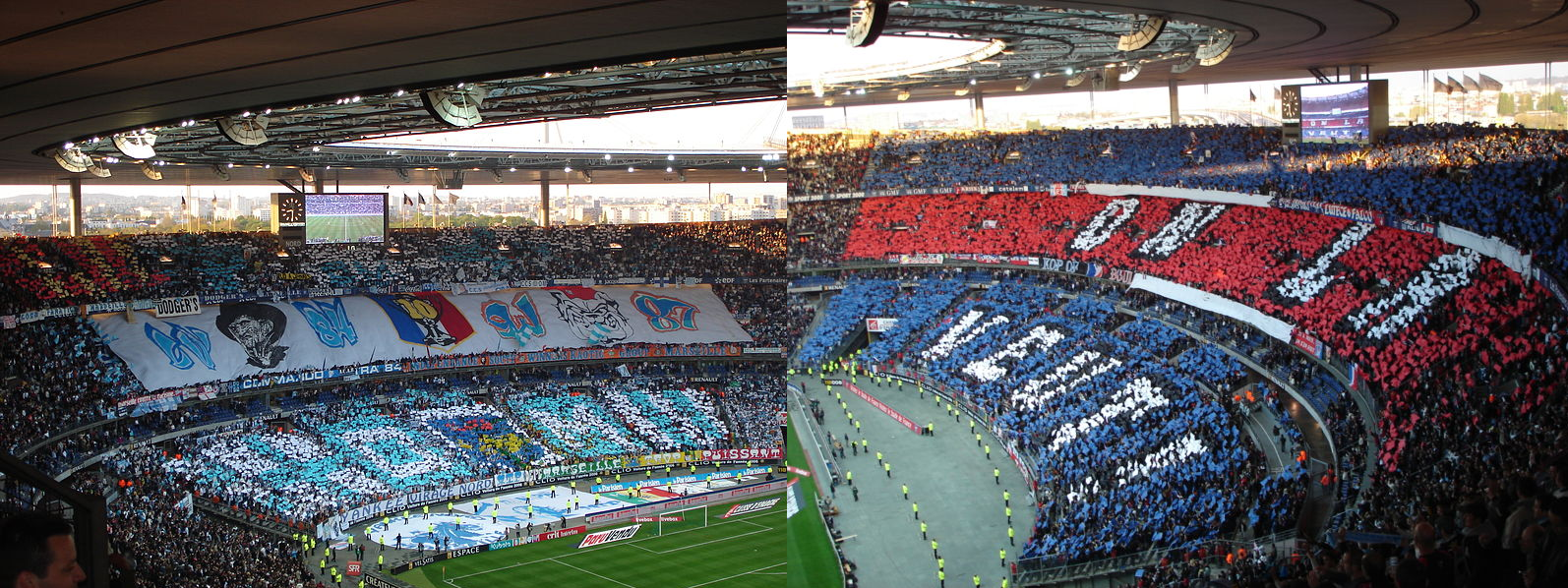
Le coreografie delle tifoserie marsigliese e parigina in occasione della finale della Coppa di Francia 2005-2006

L'Olympique Marsiglia vive un'intensa rivalità con il Paris Saint-Germain, con cui disputa la partita soprannominata le Classique. Si tratta di una delle rivalità calcistiche più sentite di Francia poiché vede contrapporsi le due squadre più seguite e titolate del paese. L'inizio del conflitto risale agli anni '80 del XX secolo, quando l'emittente Canal+ acquisì la maggioranza delle azioni del PSG e portò la squadra a competere con l'OM sul mercato dei trasferimenti; secondo alcune voci dell'epoca, fu la lega calcistica francese stessa a spingere Canal+ all'acquisto del club parigino, in modo da creare un antagonista credibile al dominio dell'OM, che in quegli anni aveva reso il campionato meno competitivo e prestigioso che mai.
I tifosi del Marsiglia hanno un orientamento politico molto di sinistra. In curva non mancano bandiere di Ché Guevara e striscioni inneggianti al comunismo. La rivalità più importante è quella con il Nizza, tifoseria di destra.

## Organico

### Rosa 2025-2026
Aggiornata al 15 agosto 2025.
| N. |                               | Ruolo | Calciatore                  |
| -- | ----------------------------- | ----- | --------------------------- |
| 1  | Argentina (bandiera)          | P     | Gerónimo Rulli              |
| 4  | Inghilterra (bandiera)        | D     | CJ Egan-Riley               |
| 5  | Argentina (bandiera)          | D     | Leonardo Balerdi (capitano) |
| 6  | Svizzera (bandiera)           | D     | Ulisses Garcia              |
| 7  | Francia (bandiera)            | A     | Neal Maupay                 |
| 8  | Inghilterra (bandiera)        | C     | Angel Gomes                 |
| 9  | Algeria (bandiera)            | A     | Amine Gouiri                |
| 10 | Inghilterra (bandiera)        | A     | Mason Greenwood             |
| 11 | Marocco (bandiera)            | A     | Amine Harit                 |
| 12 | Paesi Bassi (bandiera)        | P     | Jeffrey de Lange            |
| 13 | Canada (bandiera)             | D     | Derek Cornelius             |
| 14 | Camerun (bandiera)            | A     | Faris Moumbagna             |
| 17 | Inghilterra (bandiera)        | A     | Jonathan Rowe               |
| 18 | Costa d'Avorio (bandiera)     | D     | Bamo Meïté                  |
| 19 | Rep. Centrafricana (bandiera) | C     | Geoffrey Kondogbia          |
| 21 | Francia (bandiera)            | C     | Valentin Rongier            |
| 22 | Stati Uniti (bandiera)        | C     | Timothy Weah                |

| N. |                                 | Ruolo | Calciatore                |
| -- | ------------------------------- | ----- | ------------------------- |
| 23 | Danimarca (bandiera)            | C     | Pierre-Emile Højbjerg     |
| 24 | Camerun (bandiera)              | C     | François Mughe            |
| 25 | Francia (bandiera)              | C     | Adrien Rabiot             |
| 26 | Marocco (bandiera)              | C     | Bilal Nadir               |
| 29 | Spagna (bandiera)               | D     | Pol Lirola                |
| 31 | Camerun (bandiera)              | P     | Simon Ngapandouetnbu      |
| 32 | Argentina (bandiera)            | D     | Facundo Medina            |
| 34 | Francia (bandiera)              | A     | Robinio Vaz               |
| 36 | Spagna (bandiera)               | P     | Rubén Blanco              |
| 40 | Belgio (bandiera)               | P     | Jelle Van Neck            |
| 45 | Francia (bandiera)              | C     | Yanis Sellami             |
| 47 | Francia (bandiera)              | C     | Gaël Lafont               |
| 48 | Francia (bandiera)              | A     | Keyliane Abdallah         |
| 50 | Francia (bandiera)              | A     | Darryl Bakola             |
| 62 | Panama (bandiera)               | D     | Michael Murillo           |
| 70 | Bosnia ed Erzegovina (bandiera) | D     | Amar Dedić                |
| 97 | Gabon (bandiera)                | A     | Pierre-Emerick Aubameyang |
| 99 | RD del Congo (bandiera)         | D     | Chancel Mbemba            |
|    | Brasile (bandiera)              | A     | Igor Paixão               |

### Staff tecnico
- Direttore Sportivo: Medhi Benatia
- Allenatore: Roberto De Zerbi
- Allenatore in seconda: Jacques Abardonado
- Allenatore in seconda: Andrea Maldera
- Collaboratore tecnico: Mercello Quinto
- Preparatore portieri: Jon Pascua
- Preparatore portieri: Alexandre Salvat
- Preparatore portieri: Ricard Segarra
- Preparatore atletico: Vincenzo Teresa
- Preparatore atletico: Mercatillio Mercatilli
- Preparatore fitness: Gilles Marambaud
- Preparatore fitness: Marius Lancet
- Video Analyst: Paul Chevaleyre
- Match Analyst: Quentin Neboud
- Coordinatore tecnico: Basile Boli
- Responsabile prestiti: Felipe Saad
- Responsabili settore medico: Franck Le Gall, Jacques Taxil
- Allenatore squadra Riserve: Fabrice Vandeputte
- Advisor: Fabrizio Ravanelli